# Festival de Cinema d'Ourense
El Festival de Cinema d'Ourense (OUFF - Ourense Film Festival) és un dels esdeveniments cinematogràfics més rellevants de Galícia), se celebra habitualment en l'últim trimestre de l'any. La darrera edició, la número 25, es va celebrar del 25 de setembre al 3 d'octubre de 2020.

## Desenvolupament
Des de la seva primera edició en 1996, l'OUFF s'ha anat consolidant com a mostra de les produccions més destacades del cinema independent d'arreu del món, com a punt de trobada per als professionals i com a plataforma promotora de l'audiovisual de tot el món.
Definit com un festival que intenta oferir una plataforma d'activitat i desenvolupament al cinema i audiovisual independents, el Festival de Cinema Internacional d'Ourense posa el seu accent en tres objectius:
1. Donar visibilitat, servint com a plataforma promocional davant el públic i els professionals, a les obres cinematogràfiques i audiovisuals més innovadores i controvertides produïdes a Galícia i en tot del món que contribueixin a l'enteniment mutu de totes les cultures.
2. Servir com a punt de trobada a Galícia entre Europa, Iberoamèrica i la resta del món, per a la formació, desenvolupament, coproducció i distribució de l'audiovisual gallec i internacional.
3. Oferir una plataforma de treball per al desenvolupament i difusió de la cinematografia i l'audiovisual d'àmbit gallec / lusòfon amb projecció europea i internacional.[3]

L'impacte del Festival als mitjans de comunicació no sols es deu a la projecció de les pel·lícules de la competició, presentades pels seus creadors, directors, productors i actors, sinó també a la participació de destacats experts que es donen cita en taules de debat dedicades a la formació, coproducció i mercat: les denominades “Converses OU”, espais dissenyats per a la reflexió i l'impuls de l'activitat cultural / industrial de l'audiovisual.

## Darrera edició
En l'edició de 2020 (la número 25) es van presentar 400 peces audiovisuals --documentals, llargmetratges i curts-- de 65 països diferents, de les que 10 competiren pels premis de la secció oficial. Es van projectar 91 pel·lícules --12 al dia-- en les quatre seus del festival: el Teatre Principal, l'Auditori, les sales del centre comercial Ponte Vella i el Cineclube Padre Feijóo.